# Koronalny wyrzut masy

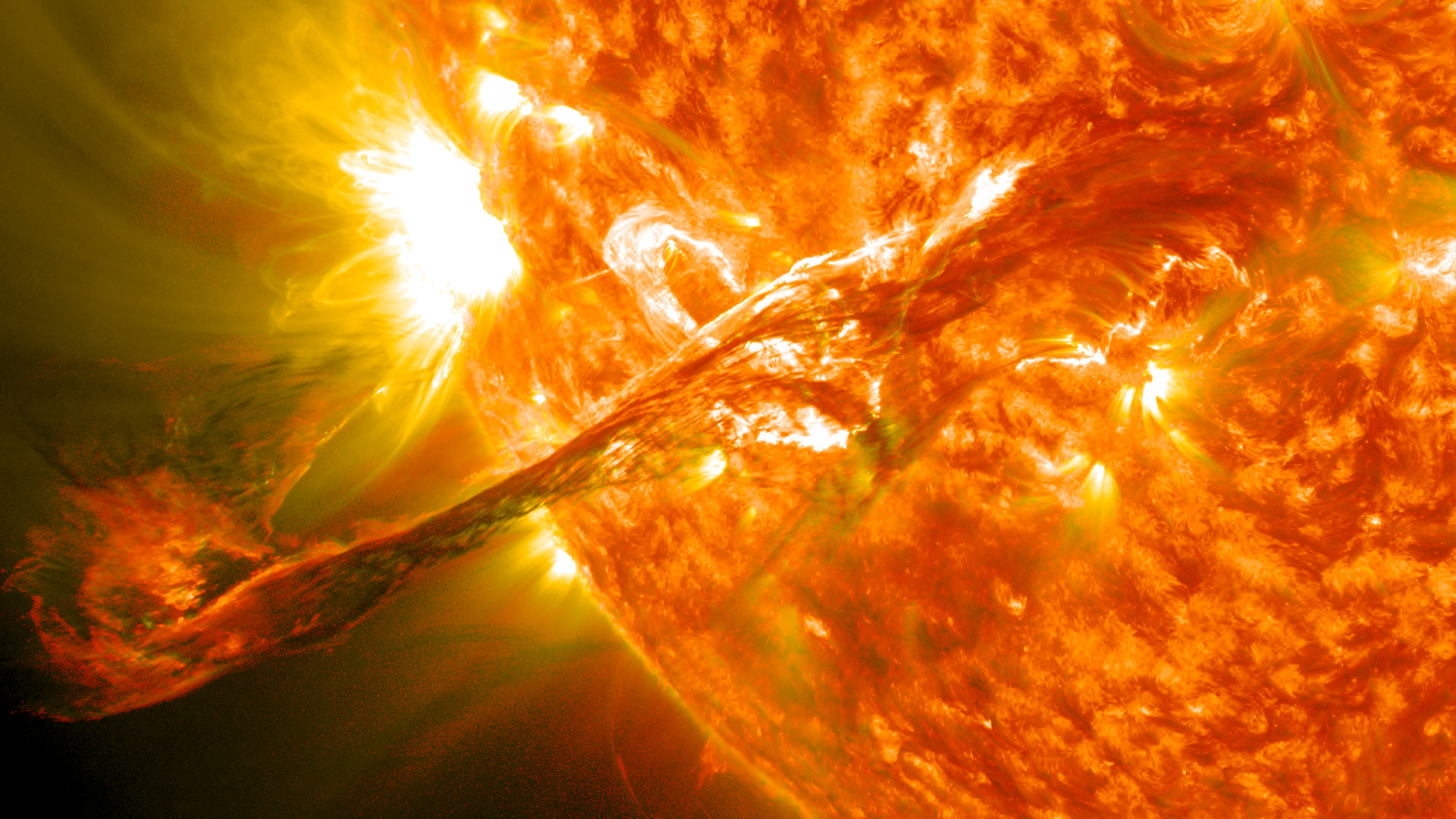
Koronalny wyrzut masy, zdjęcie w ultrafiolecie

Koronalny wyrzut masy (ang. coronal mass ejection, CME) – olbrzymi obłok plazmy, w którym pole magnetyczne jest bardziej intensywne, przyspieszany w obszarze korony słonecznej i wyrzucany w przestrzeń międzyplanetarną. Jest to jeden z najważniejszych czynników kształtujących pogodę kosmiczną.
Masa materii skupionej w ukształtowanym plazmoidzie sięga miliardów ton, a składa się głównie z elektronów i protonów z niewielkim dodatkiem jonów cięższych pierwiastków, jak hel, tlen i żelazo. Obłoki wyrzuconej plazmy osiągają prędkość od prawie 200 do ponad 2000 km/s. Wyrzuty koronalne są skutkiem rekoneksji magnetycznej podczas rozbłysków słonecznych i protuberancji. Częstość ich występowania zmienia się w zależności od fazy cyklu aktywności słonecznej. Podczas minimum aktywności zjawisko zanika, a podczas maksimum częstość wzrasta do 4–5 dziennie. W przestrzeni międzyplanetarnej plazma ta rozchodzi się w postaci stosunkowo dobrze ukierunkowanego i wąskiego wyrzutu rozszerzającego się do średnicy np. 50 mln km w odległości równej promieniowi orbity Ziemi.
Jeżeli koronalny wyrzut masy osiągnie okolice Ziemi, wywołuje zaburzenia ziemskiej magnetosfery i zorze polarne. Bardzo intensywne burze magnetyczne mogą spowodować uszkodzenia sieci przesyłowych energii elektrycznej na rozległych obszarach i zakłócać łączność radiową, głównie w zakresie fal krótkich. Fale uderzeniowe otaczające wyrzuty koronalne mogą zmieniać trajektorie satelitów. Ich zagrożenie dla astronautów nie jest jeszcze dokładnie znane – podczas sztormów słonecznych z października 2003 roku astronauci znajdujący się na ISS zostali poinstruowani, żeby udać się do bardziej chronionej przed promieniowaniem, rosyjskiej części stacji. Plazmoidy powstają jedynie w tym samym czasie co rozbłyski, nie poruszają się natomiast w przestrzeni tak szybko jak powstałe wówczas cząstki o dużych energiach. Te właśnie mogą niszczyć panele baterii słonecznych, powodować gromadzenie ładunku elektrycznego na satelitach, a dla astronautów stanowią zagrożenie takie samo jak jonizujący zakres widma promieniowania elektromagnetycznego.
1 września 1859, podczas obserwacji Słońca, angielski amator astronomii Richard Christopher Carrington zauważył w pobliżu grupy plam słonecznych dwie jasne wstęgi. Zjawisko to trwało około pięciu minut. Gdy nastała noc, niebo zasnuło się światłami zorzy polarnej, którą można było zaobserwować nawet na Karaibach; linie telegraficzne w Europie i USA zaczęły iskrzyć, a indukowane w nich prądy wystarczały do utrzymywania pracy telegrafów nawet po odłączeniu od zasilania. Zarejestrowano także wahania ziemskiego pola magnetycznego. Dziś możemy się domyślać, że zaobserwował on rozbłysk na Słońcu, któremu prawdopodobnie towarzyszył koronalny wyrzut masy i po dotarciu do Ziemi spowodował potężną burzę magnetyczną. Naukowcy uważają, że powtórka z 1859 roku jest tylko kwestią czasu, ponieważ badania rdzeni ziemskich lodowców wykazały, że wyrzuty ze Słońca o takiej sile występują średnio raz na 500 lat.
Zdaniem wielu naukowców rozbłyski słoneczne i związane z nimi koronalne wyrzuty masy, mogące wywołać wielką burzę słoneczną, są zagrożeniem znacznie większym niż ocieplenie klimatu.
Pierwsza bezpośrednia obserwacja koronalnego wyrzutu masy została wykonana 14 grudnia 1971 z pokładu satelity OSO 7 (Orbiting Solar Observatory 7), który badał Słońce w latach 1971–1973. W późniejszych latach obserwacje CME prowadzone były między innymi przez instrumenty umieszczone na pokładzie stacji kosmicznej Skylab, obserwatorium kosmiczne Solar Maximum Mission, satelitę P78-1 oraz obecnie przez zespół koronografów (instrument LASCO) umieszczonych na satelicie SOHO. Obserwacja powstawania oraz rozchodzenia się CME w heliosferze stanowi główne zadanie misji sond STEREO. Te dwie sondy obserwują koronę słoneczną z różnych miejsc umożliwiając uzyskanie informacji o przestrzennym rozmieszczeniu wyrzutów. Od 2015 roku CME monitoruje także Deep Space Climate Observatory – sonda umieszczona w pobliżu punktu L1 między Ziemią a Słońcem.
9 marca 1989 na Słońcu doszło do potężnego koronalnego wyrzutu masy, który cztery dni później spowodował na Ziemi burzę magnetyczną i uszkodził sieć energetyczną w prowincji Quebec w Kanadzie. Awaria ta na wiele godzin odcięła miliony Kanadyjczyków od energii elektrycznej i miała poważne skutki ekonomiczne. Podobne burze zarejestrowano w innych miejscach świata w latach 1921 i 1960. Spowodowały one między innymi globalne zakłócenia w odbiorze stacji radiowych